# Stathmopoda maculata
Stathmopoda maculata is een vlinder uit de familie Stathmopodidae. De wetenschappelijke naam van de soort is voor het eerst geldig gepubliceerd in 1891 door Walsingham.